# Philippe Davaine
Pour les articles homonymes, voir Davaine.
Philippe Davaine est un illustrateur français né en 1953 dans le nord de la France. 

## Biographie
Philippe Davaine étudie l'architecture avant d'entrer à l'école des beaux-arts de Tourcoing. Il travaille à la réalisation de plusieurs livres pour enfants et collabore avec quelques journaux dont Nord éclair et Le Monde. 
Il promène souvent son regard dans la rue sur les visages qui offrent une multitude de paysages, sur les trottoirs qui recèlent des trésors de formes, piétinées, usées, coquillages oubliés par la marée humaine. Certains finissent collés, retravaillés ou tels quels, clins d'œil de la mémoire de son atelier. Lorsque le jour s'allonge, il troque son pinceau contre un râteau et travaille avec passion la terre de son jardin de banlieue.[style à revoir]
Pour Folio junior, il a illustré Poil de carotte de Jules Renard, Le roman de Renart II et plusieurs ouvrages de science-fiction.

## Illustration
- Annie Briet, Arc-en-Ciel d’oiseaux, Éditions du Rocher, 2007
- Sir Arthur Conan Doyle, Le Chien des Baskerville, Gallimard, 2008
- Christiane Falgayrettes-Leveau, Kalita, Dapper, 2005
- Michel Cosem, Arbres de grands vents, Lo Païs d’enfance/Le Rocher, 2004 (grand prix illustration jeunesse)
- Kochka, L’enfant qui caressait les cheveux, Grasset Jeunesse, Collection Lampe de poche, 2002
- Mohamed Kacimi, Le secret de la reine de Saba, Dapper, Collection Au bout du monde, 1999
- Lydia Devos, Le Parisien, Grasset jeunesse, Coll. Lampe de poche, 1998
- Michel Cosem, Émilie et la Dordogne, Fanlac, 1997
- Geneviève Laurencin, Le Noël de Marion, Actes Sud junior, 1996
- Michel Cosem, L’Enfant de la légende, Girandoles, 1996
- Hubert Ben Kemoun, Le Grand Plongeon, Grasset jeunesse, Coll. Lecteurs en herbe, 1995
- Jean-Michel Dagory, Mon nom est pouding, Syros, 1991
- Edmond Rostand, Cyrano de Bergerac, Gallimard jeunesse, 1990
- Le Roman de Renard II, Gallimard jeunesse, Folio Junior, 1986
- Damilo Kis, Chagrins précoces, Gallimard jeunesse, 1984
- Jules Renard, Poil de carotte, Gallimard jeunesse, Folio Junior, 1982
- Leny Werneck, Une vie de chien, La Farandole, 1982
- Leny Werneck, Drôle de tigre, La Farandole, 1981